# Leonid Bujanow
Leonid Siergiejewicz Bujanow (ros. Леони́д Серге́евич Буя́нов, ur. 1911, zm. w marcu 1965) – funkcjonariusz radzieckich organów bezpieczeństwa, generał major, ludowy komisarz/minister spraw wewnętrznych Komijskiej ASRR (1944-1946).

## Życiorys
Od 9 marca 1939 major bezpieczeństwa państwowego, 1940 szef Wydziału I Głównego Zarządu Transportowego NKWD ZSRR, później zastępca szefa Głównego Zarządu Transportowego NKWD ZSRR/Zarządu Transportowego NKWD ZSRR, zastępca szefa Głównego Zarządu Poprawczych Obozów Pracy Budownictwa Kolejowego, 14 lutego 1943 mianowany pułkownikiem bezpieczeństwa państwowego. Od 24 marca 1944 do 12 sierpnia 1946 ludowy komisarz/minister spraw wewnętrznych Komijskiej ASRR, 16 lutego 1945 mianowany komisarzem bezpieczeństwa państwowego, a 9 lipca 1945 generałem lejtnantem. Od 27 kwietnia 1946 szef Laboratorium „W” IX Zarządu MWD ZSRR, od stycznia 1951 do kwietnia 1953 szef Zarządu Budownictwa nr 505 MWD ZSRR i równocześnie zastępca szefa Głównego Zarządu Łagrów Budownictwa Kolejowego i dyrektor generalny Spółki Akcyjnej „Sowmongołmietałł”, od kwietnia 1953 szef Zarządu Budownictwa nr 505 Ministerstwa Komunikacji Drogowej ZSRR.

## Odznaczenia
- Order Wojny Ojczyźnianej I klasy (21 sierpnia 1946)
- Order Czerwonego Sztandaru Pracy (trzykrotnie - 30 października 1942, 27 listopada 1950 i 22 sierpnia 1951)
- Order Czerwonej Gwiazdy (8 kwietnia 1944)
- Order „Znak Honoru” (28 listopada 1941)
- Odznaka „Zasłużony Funkcjonariusz NKWD” (27 kwietnia 1940)

I 4 medale.